# ماساتو أوتاكي
ماساتو أُوتاكي (باليابانية: 大嶽 真人) (31 أغسطس 1971 في شيزوكا في اليابان – )؛ هو لاعب كرة قدم ياباني سابق كان يلعب كمدافع.

## وصلات خارجية
- ماساتو أوتاكي على موقع رابطة كرة القدم اليابانية للمحترفين (اليابانية)
- ماساتو أوتاكي على موقع عالم كرة القدم.نت (الإنجليزية)